# Tympanis hypopodia
Tympanis hypopodia är en svampart som beskrevs av Nyl. 1868. Tympanis hypopodia ingår i släktet tuvskålar och familjen Helotiaceae.  Arten är reproducerande i Sverige. Inga underarter finns listade i Catalogue of Life.